# Menhera
Menhera (јап. メンヘラ) je Japanski sleng termin korišćen da opiše osobu, tipično ženu, sa duševnom bolešću. Termin se može odnositi na fiktivne likove koji ispoljavaju osobine mentalnog poremećaja ili na učesnike modne potkulture inspirisane mentalnim zdravljem.

## Etimologija
Menhera se prevodi kao mental healther i originalno se odnosio na korisnike mentaru herusu ban-a, 2channel internet forumu o mentalnom zdravlju. Termin mentaru herusu, značeći mentalno zdravlje, su članovi foruma skratili na menheru, i korisnici su postali poznati kao menhera.

## Istorija
Termin menhera je počeo da se širi izvan mentaru herusu ban 2channel foruma u ranim 2000-ima, gde je počeo da označava bilo koju osobu sa mentalnim zdrastvenim problemima. Kasnije u deceniji, termin je postao bliže povezan s ženama, posebno onim koje su demonstrirale osobine graničnog poremećaja ličnosti.
Menheru je dalje popularizovao Ezaki Bisko koji je 2013. godine kreirao Menhera-chan lika koji je tipizirao potkulturu i jami-kavaii modnu estetiku.

## Karakteristike

### U fikciji
U naučnoj recenziji menhera tropa u fikciji, istraživači Jukari Seko i Minako Kikuči razlikuju tri podvrste menhera žena: tužnu devojku, koja doživljajva akutnu usamljenost i otuđenje, ludu ženu, koja može ispoljavati nezdravo opsesivno ponašanje prema njenom ljubavnom interesu i "slatkicu" koja oličava modnu potkulturu povezanu s menherom. Autori su isto primetili da svi oblici menhere mogu učestvovati u obliku samopovređivanja.

### U modi
Menhera zajednice su povezane sa jami-kavaii (bolesno-slatkom) modnom potkulturom, varijanti kavaii estetike karakterizovane medicinskim motivima poput pilula, špriceva i zavojeva.

### Razlike izmedju termina menhera i jandere
Sličan koncept menheri je jandere, koji je kombinacija reči jamiru (bolestan) i dereru (ponašati se zaljubljeno), ali jandere se odnosi na patološki iskrivljen izraz privrženosti zbog prevelike ljubavi prema nekome i drugačiji je od menhere, koja može postojati čak i kad nema partnera.
Stereotipična menhera ima veću želju da bude voljena nego da voli, ali isto ima onih koji vide preklapanje izmedju menhere i janderea u kojima osoba želi da voli i bude voljena uprkos svojoj bolesti kao superiornom običnoj menheri.

## Fahera
Fasshon menhera, često fahera je osoba koja se ponaša kao menhera iako nema nijednan specifičan invaliditet.
Postoje različiti razlozi zbog čega bi osoba postala fahera, na primer da bi izgledala dobro na društvenim mrežama, da bi ušla u lokalnu zajednicu ili zato što im je omiljena poznata ličnost rekla da voli menhere.

## Heraru i Jamu
Termin menhera je takođe doveo do fraze "men ga heraru", što znači biti emocionalno nestabilan, i njenoj skraćenici "heraru".
Dodatno, reč "jamu" (biti bolestan) koja se odnosi na depresivne ljude je isto počela da bude korišćena.

## Primeri u fikciji
Antropomorfizirani anime serijal Kemono Prijatelji objavljen je 2017. godine i oko 2019. godine se pojavio trend na Tviteru u kom bi se ljudi pretvarali da su jedan od moe karaktera, rakun nazvan "Arai-san" i govorili o svojim ozbiljnim problemima. Ovaj trend je poznat kao "Arai-san Zajednica" (skraćeno A-Kai).
U 2019. serijal idol igara The Idolmaster Cinderella Girls je predstavio slabog, duševno poremećenog idola Jumemi Riamu, čija je uzrečica "jamu". Ona se plasirala na trećem mestu u glasanju najboljeg idola u igri i na petnaestom u istogodišnjem takmičenju "100 internet žargona".
Onda 2022. godine je izašla igrica Needy Streamer Overload u kojoj igrač pomaže mentalno nestabilnoj devojci da postane internet idol i postala je popularna, osvajajući "Najviše Prijateljski-nastrojena Igra za Strimovanje" i "Najbolji Novi Likovi" nagrade na Indie Live Expo Awards-u u Japanu.
U 2023. je izašla manga o mentalno nestabilnoj službenici u radnji i jandere idolu nazvana Obe Taira Sestre su Jandere.

## Analiza
U business of fashion članku o menhera zajednici i jami-kavaii astetici, neki komentatori su argumentovali da su se ove potkulture pojavile zbog njihove šok vrednosti, dok su drugi sugerisali da su ovi trendovi podignuli svest o mentalnim bolestima i samoubistvu u Japanu, gde su takve teme često tabu. Potonji sentiment je ponovila Elizabet MekKaferti iz Vice časopisa.